# Mirne (Odesa)
Myrne  (ucraniano: Мирне) es una localidad del Raión de Izmail en el Óblast de Odesa de Ucrania. Según el censo de 2001, tiene una población de 1548 habitantes.